# Ситеж
Ситеж (словен. Sitež) је насељено место у општини Мајшперк, Подравска регија, Словенија.

## Историја
До територијалне реорганизације у Словенији био је у саставу старе општине Птуј.

## Становништво
У попису становништва из 2011. године, Ситеж је имао 41 становника.
| Број становника према пописима | Број становника према пописима | Број становника према пописима |
| ------------------------------ | ------------------------------ | ------------------------------ |
| 1991                           | 2002                           | 2011                           |
| 57                             | 47                             | 41                             |

Напомена: Године 1974. умањено за део насеља који је проглашен за ново самостално насеље Дол при Стоперцах.